# Minéralisation (géologie)
Pour les articles homonymes, voir Minéralisation.
En géologie, une minéralisation est une concentration anormalement élevée en un ou plusieurs éléments chimiques présentant un possible intérêt économique. Cette concentration anormalement élevée qui permet une exploitation rentable ne se définit pas par rapport à la concentration moyenne des éléments chimiques dans la croûte terrestre (le clarke) mais sur des critères économiques. Le terme minéralisation englobe à la fois les éléments chimiques d'intérêts, le minéral ou les minéraux qui contiennent ces éléments ainsi que la structure ou la formation géologique (le gîte) qui contient cette minéralisation. Si cette minéralisation est économique alors celle-ci contient un minerai exploitable au sein d'un gisement. Si cette minéralisation n'est pas économique car trop petite on parle d'indice minéralisé ou plus simplement d'indice.
En géologie, on n'utilise généralement pas la minéralisation pour décrire notamment la formation d'un minéral à partir d'autres, ou le déplacement (très lent) d'une substance minérale (par exemple du cuivre) dans une roche. On utilisera plutôt le terme processus minéralisateur lorsque l'on décrit la formation d'une minéralisation, qu'elle soit économique ou non.